# Homare Sawa
Homare Sawa (jap. 澤 穂希, Sawa Homare; * 6. September 1978 in Fuchū, Präfektur Tokio) ist eine ehemalige japanische Fußballspielerin. Die Mittelfeldspielerin galt als beste Fußballerin ihres Landes. 2011 führte sie dessen Auswahl erstmals zum Weltmeistertitel und erhielt danach die Auszeichnungen als Beste Spielerin und Torschützenkönigin des Turniers. Darüber hinaus wurde sie zur Weltfußballerin des Jahres 2011 gewählt. 2012 erreichte sie beim olympischen Fußballturnier in London mit Japan erstmals das Finale und nach einer Niederlage gegen die USA die Silbermedaille. Bei der Weltmeisterschaft 2015 wurde sie, ebenfalls nach einer Niederlage gegen die USA, Vizeweltmeisterin. Im Dezember 2015 gab sie das Ende ihrer Karriere bekannt.

## Vereinskarriere
Bereits im Alter von 12 Jahren gab Sawa 1991 ihr Debüt in der japanischen Frauenliga Nihon Joshi Soccer League. In ihrer ersten Saison erzielte sie in 13 Spielen fünf Tore für ihren Klub Yomiuri Beleza (später NTV Beleza) und verhalf ihrer Mannschaft damit zum Titelgewinn. In den Jahren 1992 und 1993 folgten weitere Meisterschaften. 1999 wechselte sie in die amerikanische Profi-Liga WUSA, wo sie zunächst für Colorado Rush und Atlanta Beat spielte. Nach der Einstellung der WUSA im Jahre 2003 kehrte Sawa zu Beleza zurück; dort wurde sie 2005–2008 viermal in Folge japanischer Meister. 2009 ging sie erneut in die Vereinigten Staaten, um bei Washington Freedom zu spielen.

## Nationalmannschaft
In die japanische Fußballnationalmannschaft der Frauen wurde Sawa erstmals im Alter von 15 berufen, am 6. Dezember 1993 machte sie ihr Länderspieldebüt und steuerte vier Treffer zum 15:0-Sieg der Japanerinnen über die Philippinen bei. Bei der Weltmeisterschaft 1995 gehörte sie zum Kader Japans und erreichte mit ihrer Mannschaft das Viertelfinale. Sie nahm auch an den Weltmeisterschaften 1999, 2003, 2007, 2011 und 2015 sowie den Olympischen Spielen von 1996, 2004, 2008 und 2012 teil.
Der erste Titelgewinn mit der Mannschaft Japans gelang Sawa im Jahre 2008, als man die in China stattfindende Ostasienmeisterschaft für sich entscheiden konnte. Im gleichen Jahr erreichte Japan mit dem vierten Platz bei den olympischen Spielen in Peking seinen bis zur WM 2011 größten Erfolg auf internationaler Bühne.

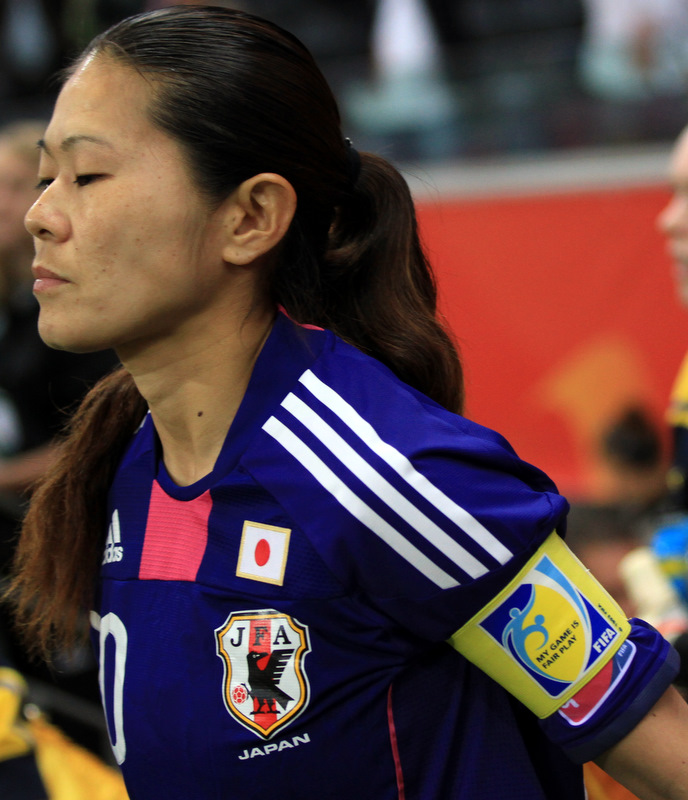
Homare Sawa bei der WM 2011

2011 gelangen ihr bei der Weltmeisterschaft drei Tore gegen Mexiko im zweiten Vorrundenspiel; sie sicherte ihrer Mannschaft damit vorzeitig das Weiterkommen. Im Finale erzielte sie in der 117. Minute der Verlängerung mit einem spektakulären Hackentreffer den 2:2-Endstand gegen die Mannschaft der USA. Im anschließenden Elfmeterschießen setzte sich Japan mit 3:1 durch und wurde erstmals Weltmeister. Sawa wurde mit fünf erzielten Treffern Torschützenkönigin des Turniers und wurde zusätzlich mit der goldenen Trophäe der besten Spielerin des Turniers ausgezeichnet. Außerdem nahm sie als Kapitänin der japanischen Mannschaft die goldene Trophäe für die fairste Mannschaft entgegen und wurde zur Weltfußballerin des Jahres 2011 gewählt.
Sawa gehörte auch zum japanischen Kader für die Olympischen Spiele in London und nahm damit zum vierten Mal an den Spielen teil. Sie kam in fünf von sechs Spielen zum Einsatz, u. a. im mit 1:2 gegen die USA verlorenen Finale und gewann mit ihrer Mannschaft die Silbermedaille. Nach der Finalniederlage erklärte sie ihren Rücktritt aus der Nationalmannschaft.
Am 18. Februar 2005 trug sie ihr 100. Länderspiel für Japan aus. 2004 und 2008 wurde Sawa zu Asiens Fußballerin des Jahres gewählt. Nach 186 Länderspielen und 81 Länderspieltoren, verkündete Sawa am 11. August 2012 ihr Karriereende in der Nationalmannschaft. Am 13. Juni 2013 wurde sie aber für das Spiel gegen Neuseeland im Juni berufen und auch eingesetzt. Eine weitere Berufung erfolgte für das Testspiel gegen Nigeria am 22. September 2013, in dem sie auch eingesetzt wurde. Auch beim Algarve-Cup 2014 kam sie zum Einsatz, bei dem Japan das Finale erreichte, das mit 0:3 gegen Deutschland verloren wurde.
Im Mai 2014 gewann sie mit ihrer Mannschaft erstmals die Asienmeisterschaft, wobei Sawa im Halbfinale gegen China das 1:0 vorlegte. Mit dem Halbfinaleinzug hatte sich Japan für die WM 2015 qualifiziert, wo die Mannschaft ihren Titel verteidigen wollte.
Für den Algarve-Cup 2015, bei dem Japan nur Neunter wurde, wurde sie nicht nominiert. Im Mai 2015 wurde sie dann aber in den Kader für die WM 2015 berufen und führte danach ihre Mannschaft mit ihrem 83. Länderspieltor zu einem 1:0-Sieg im Testspiel gegen Neuseeland. Sie war am 8. Juni 2015 im ersten Gruppenspiel gegen die Schweiz die erste Spielerin, die bei sechs WM-Endrunden zum Einsatz kam. Dabei bestritt sie zudem als dritte Asiatin ihr 200. Länderspiel. Sie kam darüber hinaus in fünf weiteren Spielen zum Einsatz, spielte aber nur im letzten Gruppenspiel gegen Ecuador, als Trainer Norio Sasaki einige Stammspielerinnen schonte, über 90 Minuten. Im Finale gegen die USA wurde sie beim Stand von 1:4 in der 33. Minute eingewechselt, konnte zwar das Spiel etwas ausgeglichener gestalten, aber nicht für eine Wende sorgen, so dass Japan durch ein 2:5 nur Vizeweltmeister wurde. Schon vorher hatte sie angekündigt, dass dies ihre letzte WM sei, sie aber 2016 noch gerne an den Olympischen Spielen teilnehmen würde. Für dieses Turnier konnte sich Japan allerdings nicht qualifizieren.
Mit 205 Länderspielen und 83 Toren ist sie sowohl Rekordnationalspielerin als auch Rekordtorschützin der japanischen Frauenauswahl. Nur 13 Spielerinnen bestritten weltweit mehr Länderspiele und nur 17 Spielerinnen und zwei Spieler schossen mehr Länderspieltore. Insgesamt bestritt sie 24 WM-Spiele und 17 Spiele bei Olympischen Spielen und erzielte 8 WM-Tore sowie 3 Tore bei den Olympischen Spielen. Im Februar 1999 spielte sie zudem aus Anlass der Auslosung der Gruppen der WM 1999 mit einer FIFA-Weltauswahl gegen die Frauen-Fußballnationalmannschaft der Vereinigten Staaten. Das Spiel wird aber nicht als offizielles Länderspiel gezählt.

## Erfolge
- Japanischer Meister 2005 bis 2008
- Ostasienmeisterin 2008 und 2010
- Goldmedaille bei den Asienspielen 2010 in Guangzhou
- Weltmeisterin bei der Fußball-Weltmeisterschaft der Frauen 2011 in Deutschland
- Vizeweltmeisterin bei der Fußball-Weltmeisterschaft der Frauen 2015 in Kanada
- Silbermedaille bei den Olympischen Sommerspielen 2012 in London
- Asienmeister 2014

## Auszeichnungen
- 2004 und 2008: Asiens Fußballerin des Jahres
- 2011: Goldener Schuh als beste Torschützin der WM
- 2011: Goldener Ball als beste Spielerin der WM
- 2011: FIFA Ballon d’Or (Weltfußballerin des Jahres)
- 2012: Nominiert als Laureus Weltsportlerin des Jahres